# 刘光人
刘光人（1922年1月20日—2014年1月10日），又名方明，中华人民共和国记者、政治人物。
早年参加抗日战争，担任华北联大文艺部队长、新世纪剧社副社长。之后供职于《西安西北文化日报》、中央社北平分社、《东北民报》和《平明日报》。并参加朝鲜战争，担任《光明日报》文艺部副主任。1956年，进入北京市公安局，后担任副局长。退休后，担任中国作家协会会员。2014年去世。